# Нервова тканина
Нерво́ва ткани́на — тканина ектодермального походження і є системою спеціалізованих структур, що утворюють основу нервової системи і забезпечують умови для реалізації її функцій. 
Нервова тканина здійснює зв'язок організму з навколишнім середовищем, сприйняття і перетворення подразників у нервовий імпульс та передачу його ефектору. Нервова тканина забезпечує взаємодію тканин, органів та систем організму та їх регуляцію.
Нервова тканина складається з нервових клітин (нейронів) і розміщених між ними допоміжних клітин. 

## Нервові клітини

### Нейрони
Нейрони є клітинами, здатними до електричного збудження, що відповідають за процес передачі інформації. Вони є головним компонентом головного мозку, спинного мозку, вентрального нервового каналу безхребетних та соматичних нервів. Існує велика кількість типів нейронів: сенсорні нейрони відповідають на зовнішні стимули, такі як дотик, світло, звук та стан органів, та надсилають імпульси до центральної нервової системи, моторні нейрони передають сигнал від мозку до м'язів та органів, інтернейрони сполучають різні типи нейронів між собою та відповідають за обробку інформації.
Нейрони здатні сприймати подразнення, перетворювати його на нервові імпульси і проводити їх до інших нейронів або певних органів. 
Кожний нейрон складається з тіла і відростків. У тілі розташоване ядро й інші органели. Відростки можуть бути двох типів. Довгий, розгалужений на кінці, має назву аксон. Довжина аксона може сягати десятків сантиметрів, а інколи до 2-3 м. Його функція — проведення нервового збудження від тіла нейрона. Переважно короткі, деревоподібно розгалужені відростки нейрона називають дендритами; ними нервове збудження проводиться до тіла нейрона. Нейрони до поділу не здатні.

### Гліальні клітини
Гліальні клітини є більшістю з решти клітин нервової системи, що забезпечують підтримку та живлення нейронів, підтримують гомеостаз, формують мієлін та беруть участь в передачі сигналів. У мозку людини число гліальних клітин приблизно в 10 разів перевищує число нейронів.

### Нейрональні стовбурові клітини
Крім того, в нервовій системі дорослих організмів міститься деяка кількість стовбурових клітин, що забезпечують утворення нових клітин на заміну пошкодженим, хоча процес нейрогенезу в дорослому організмі хребетних тварин досить обмежений.